# BRIT Awards/British Pop Act
Der  Brit Award for British Pop Act wurde erstmals 2000 im Rahmen der BRIT Awards von der British Phonographic Industry (BPI) verliehen. Er richtet sich an britische Musiker, die musikalisch dem Musikstil Pop zuzuordnen sind, wobei er später auch an internationale Künstler mit Erfolög in Großbritannien vergeben wurde. Er wurde von 2000 bis 2006 vergeben. Für die BRIT Awards 2022 ist eine Neuauflage als Best British Pop/R&B Act angekündigt.
Die Gewinner und Nominierten werden von einem Komitee bestehend aus über eintausend Mitgliedern gewählt. Das Wahlkomitee besteht aus verschiedenen Mitarbeitern von Plattenfirmen und Musikzeitschriften, Manager und Agenten, Angehörigen der Medien sowie vergangene Gewinner und Nominierte.

## Übersicht
| Jahr        | Gewinner       | Nominierte                                                                          |
| ----------- | -------------- | ----------------------------------------------------------------------------------- |
| 2000        | Five           | - Ann Lee - Geri Halliwell - Martine McCutcheon - S Club 7 - Steps                  |
| 2001        | Westlife       | - Britney Spears - Ronan Keating - S Club 7 - Steps                                 |
| 2002        | Westlife       | - Blue - Hear’Say - Kylie Minogue - S Club 7                                        |
| 2003        | Blue           | - Enrique Iglesias - Gareth Gates - Pink - Will Young                               |
| 2004        | Busted         | - The Black Eyed Peas - Christina Aguilera - Daniel Bedingfield - Justin Timberlake |
| 2005        | McFly          | - Avril Lavigne - Girls Aloud - Natasha Bedingfield - Westlife                      |
| 2006        | James Blunt    | - Katie Melua - Kelly Clarkson - Madonna - Westlife                                 |
| 2007 – 2021 | nicht vergeben | nicht vergeben                                                                      |
| 2022        | Dua Lipa       | - Adele - Ed Sheeran - Griff - Joy Crookes                                          |
| 2023        | Harry Styles   | - Cat Burns - Charli XCX - Dua Lipa - Sam Smith                                     |
| 2024        | Dua Lipa       | - Calvin Harris - Charli XCX - Olivia Dean - Raye                                   |
| 2025        | Jade           | - Charli XCX - Dua Lipa - Lola Young - Myles Smith                                  |

## Mehrfachgewinner und -nominierte

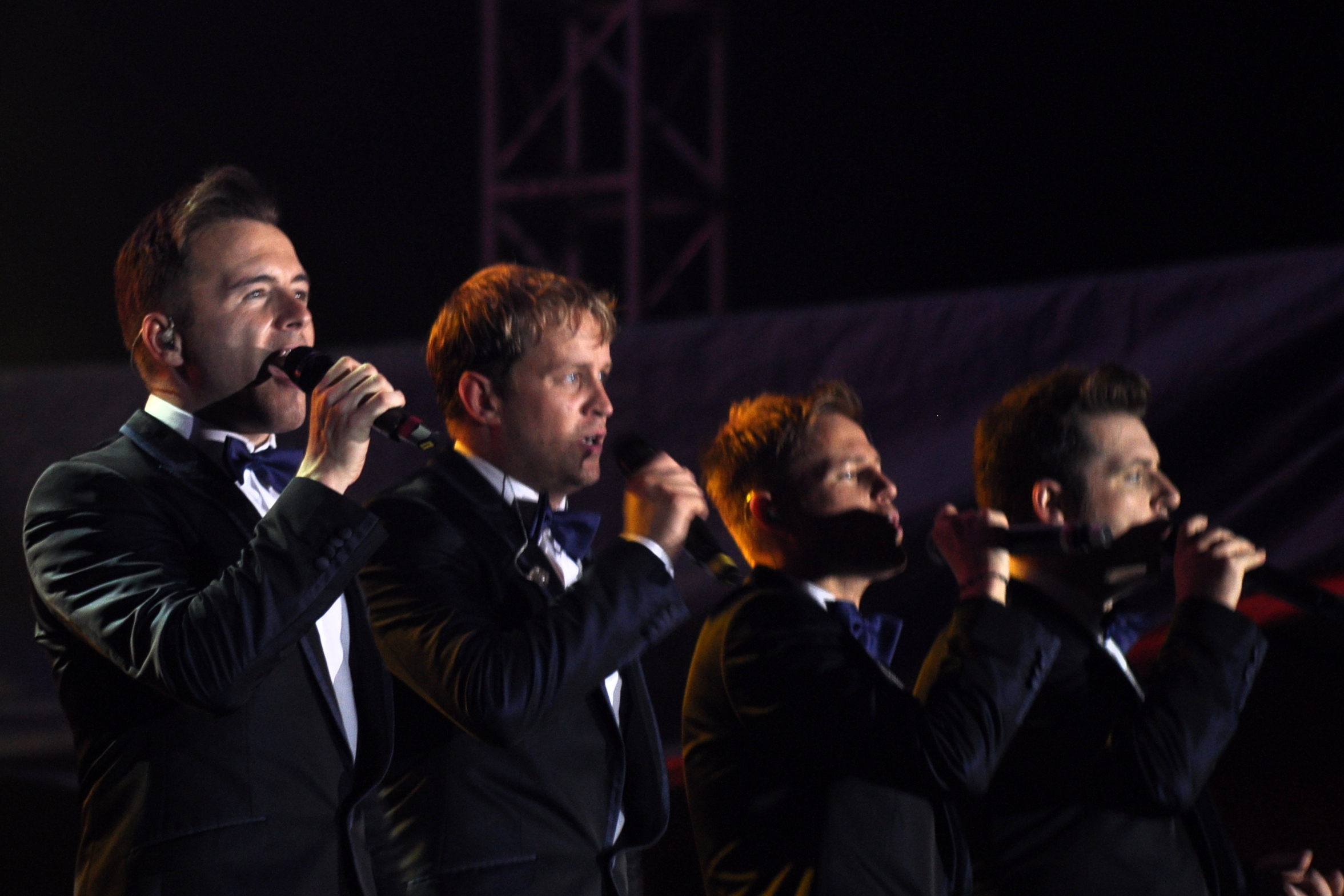
Westlife gewannen zweimal und waren vier Mal nominiert

Stand: 2025
| Nominierungen | Künstler   |
| ------------- | ---------- |
| 4             | Westlife   |
| 4             | Dua Lipa   |
| 3             | S Club 7   |
| 3             | Charli XCX |
| 2             | Blue       |
| 2             | Steps      |

| Awards | Künstler |
| ------ | -------- |
| 2      | Westlife |
| 2      | Dua Lipa |